# Narcondam Island
Narcondam Island är en ö i Indien.   Den ligger i unionsterritoriet Andamanerna och Nikobarerna, i den sydöstra delen av landet, 2 400 km sydost om huvudstaden New Delhi.